# 4-氯-3-甲基苯酚
4-氯-3-甲基苯酚（英語：4-chloro-3-methylphenol，或称为对氯间甲酚，p-Chlorocresol）是一种有机氯化合物，化学式为ClC6H3CH3OH。它可由3-甲基苯酚和过一硫酸氢钾、氯化铵在乙腈中反应制得。它和乙酸酐反应，可以得到乙酸-4-氯-3-甲基苯酯。